# Autorregulação emocional
A autorregulação ou regulação emocional é a capacidade de responder às demandas contínuas da experiência com a gama de emoções de forma que seja socialmente tolerável e suficientemente flexível para permitir reações espontâneas, bem como a capacidade de adiar reações espontâneas, quando necessário. Pode também ser definido como processos extrínsecos e intrínsecos responsáveis por monitorar, avaliar e modificar as reações emocionais. A autorregulação emocional faz parte do conjunto mais amplo de processos de regulação emocional, que inclui tanto a regulação dos próprios sentimentos quanto a regulação dos sentimentos de outras pessoas.
A autorregulação emocional é um processo complexo que envolve iniciar, inibir ou modular o estado ou o comportamento em uma dada situação — por exemplo, a experiência subjetiva (sentimentos), respostas cognitivas (pensamentos), respostas fisiológicas (como a frequência cardíaca ou atividade hormonal) e comportamento relacionado à emoção (ações corporais ou expressões). Funcionalmente, a regulação emocional pode também se referir a processos como a tendência de concentrar a atenção em uma tarefa e a capacidade de suprimir comportamentos inadequados sob orientação. A regulação emocional é uma função de grande importância na vida humana.
Diariamente, as pessoas são continuamente expostas a uma ampla variedade de estímulos potencialmente excitantes. Reações emocionais inadequadas, extremas ou não controladas a tais estímulos podem dificultar a adaptação funcional na sociedade; portanto, as pessoas devem se engajar em algum tipo de regulação emocional quase o tempo todo. De forma geral, a dificuldade na regulação emocional tem sido definida como dificuldades em controlar a influência da excitação emocional na organização e qualidade dos pensamentos, ações e interações. Indivíduos que apresentam desregulação emocional exibem padrões de resposta em que há uma incompatibilidade entre seus objetivos, respostas e/ou modos de expressão e as demandas do ambiente social. Por exemplo, existe uma associação significativa entre a desregulação emocional e sintomas de depressão, ansiedade, transtornos alimentares e uso de substâncias. Níveis mais elevados de regulação emocional tendem a estar relacionados tanto a altos níveis de competência social quanto à expressão de emoções socialmente apropriadas.

## Teoria

### Modelo de processo
O modelo de processo da regulação emocional baseia-se no modelo modal da emoção. Este modelo sugere que o processo de geração da emoção ocorre em uma sequência específica ao longo do tempo. Essa sequência ocorre da seguinte forma:
1. situação: a sequência começa com uma situação (real ou imaginada) que é emocionalmente relevante;
2. atenção: a atenção é direcionada para a situação emocional;
3. avaliação: a situação emocional é avaliada e interpretada;
4. resposta: uma resposta emocional é gerada, originando mudanças frouxamente coordenadas nos sistemas experiencial, comportamental e fisiológico.

Como uma resposta emocional pode causar mudanças na situação, esse modelo envolve um ciclo de feedback da resposta para a situação. Esse ciclo sugere que o processo de geração da emoção pode ocorrer de forma recursiva, contínua e dinâmica.
O modelo sustenta que cada um desses quatro pontos do processo de geração da emoção pode ser regulado. A partir dessa conceituação, o modelo propõe cinco famílias de estratégias de regulação emocional, que correspondem à regulação de um ponto particular do processo. Elas ocorrem na seguinte ordem:
1. seleção de situação;
2. modificação de situação;
3. deslocamento atencional;
4. mudança cognitiva;
5. modulação da resposta;

O modelo também divide essas estratégias em duas categorias: estratégias focadas em antecedentes e estratégias focadas na resposta. Estratégias focadas em antecedentes (ou seja, seleção de situação, modificação de situação, deslocamento atencional e mudança cognitiva) ocorrem antes que a resposta emocional seja completamente gerada. Estratégias focadas na resposta (ou seja, modulação da resposta) ocorrem depois que a resposta emocional é totalmente gerada.

## Estratégias

### Seleção de situação
A seleção de situação é uma estratégia de regulação emocional que envolve escolher evitar ou aproximar-se de uma futura situação emocional. Se uma pessoa escolhe evitar ou se afastar de uma situação emocionalmente relevante, diminui a probabilidade de experimentar uma emoção. Alternativamente, se escolhe aproximar-se ou engajar-se na situação, aumenta essa probabilidade.
Exemplos típicos de seleção de situação podem ser observados em contextos interpessoais, como quando um pai retira seu filho de uma situação emocionalmente desagradável. O uso da seleção de situação também pode ser observado na psicopatologia. Por exemplo, a evitação de situações sociais para regular as emoções é particularmente pronunciada em indivíduos com transtorno de ansiedade social e transtorno de personalidade evitativa.
A seleção efetiva de situação nem sempre é fácil. Por exemplo, os humanos demonstram dificuldades em prever suas respostas emocionais a eventos futuros, podendo ter problemas para tomar decisões precisas sobre quais situações abordar ou evitar.

### Modificação de situação
A modificação de situação envolve esforços para alterar uma situação com o intuito de mudar seu impacto emocional. Essa estratégia refere-se especificamente à alteração do ambiente externo, físico. Alterar o ambiente "interno" para regular a emoção é chamado de mudança cognitiva. Adultos mais jovens e mais velhos parecem regular suas emoções através da modificação de situação de maneiras distintas, conforme o tipo de material consumido (negativo, neutro ou positivo). Livingstone e Isaacowitz observaram que adultos mais velhos são mais capazes de regular o material negativo, focando principalmente no positivo, ao passo que os mais jovens ainda consomem material positivo, mas com menor modificação.
Exemplos de modificação de situação incluem injetar humor em um discurso para provocar risos ou aumentar a distância física entre si e outra pessoa.

### Deslocamento atencional
O deslocamento atencional envolve direcionar a própria atenção para dentro ou para fora de uma situação emocional.

#### Distração
Distração, um exemplo de deslocamento atencional, é uma estratégia precoce que consiste em desviar a atenção de um estímulo emocional para outro conteúdo. A distração demonstrou reduzir a intensidade de experiências dolorosas e experiências emocionais, além de diminuir respostas faciais e a ativação neural na amígdala associada à emoção, bem como para aliviar o sofrimento emocional. Ao contrário da reavaliação, os indivíduos tendem a preferir a distração ao enfrentar estímulos com alta intensidade emocional negativa, pois esses estímulos são mais difíceis de avaliar e processar.

#### Ruminação
Ruminação, um exemplo de deslocamento atencional, é definida como o foco passivo e repetitivo da atenção sobre os próprios sintomas de angústia e suas causas e consequências. Geralmente, a ruminação é considerada uma estratégia de regulação emocional mal adaptativa, pois tende a agravar o sofrimento emocional e tem sido implicada em diversos transtornos, incluindo a depressão maior.

#### Preocupação
Preocupação, outro exemplo de deslocamento atencional, envolve direcionar a atenção para pensamentos e imagens relacionados a eventos potencialmente negativos no futuro. Ao focar nesses eventos, a preocupação auxilia na redução da intensidade de emoções negativas e da atividade fisiológica. Embora, por vezes, envolva resolução de problemas, a preocupação incessante é geralmente considerada mal adaptativa, sendo comum em transtornos de ansiedade, particularmente no transtorno de ansiedade generalizada.

#### Supressão de pensamentos
A supressão de pensamentos, um exemplo de deslocamento atencional, envolve esforços para redirecionar a atenção de pensamentos e imagens mentais específicos para outro conteúdo, com o intuito de modificar o estado emocional. Embora possa proporcionar alívio temporário de pensamentos indesejados, pode também incentivar, de forma irônica, a emergência de mais pensamentos indesejados. Essa estratégia é geralmente considerada mal adaptativa, estando mais associada ao transtorno obsessivo-compulsivo.

### Mudança cognitiva
A mudança cognitiva envolve alterar a forma como se avalia uma situação para modificar seu significado emocional.

#### Reavaliação
A reavaliação, um exemplo de mudança cognitiva, é uma estratégia de seleção tardia que implica mudar o significado de um evento, alterando seu impacto emocional. Engloba substratégias como a reavaliação positiva (criar e focar em um aspecto positivo do estímulo), a descentragem (reinterpretar um evento ampliando a perspectiva para ver o “quadro geral”), ou a reavaliação fictícia (adotar ou enfatizar a crença de que o evento não é real, por exemplo, “apenas um filme” ou “apenas minha imaginação”). A reavaliação demonstrou reduzir de forma eficaz respostas fisiológicas, subjetivas, e neurais Ao contrário da distração, os indivíduos tendem a preferir a reavaliação quando enfrentam estímulos com baixa intensidade emocional negativa, pois estes são mais fáceis de avaliar e processar.
A reavaliação é geralmente considerada uma estratégia adaptativa de regulação emocional. Em comparação com a supressão (incluindo tanto a supressão de pensamentos quanto a supressão expressiva), que está positivamente correlacionada com diversos transtornos psicológicos, a reavaliação pode estar associada a melhores resultados interpessoais e ser positivamente relacionada ao bem-estar. Entretanto, alguns pesquisadores argumentam que o contexto é relevante na avaliação da adaptabilidade de uma estratégia, sugerindo que, em certos contextos, a reavaliação pode ser mal adaptativa. Além disso, algumas pesquisas indicam que a reavaliação não altera as respostas fisiológicas ao estresse recorrente.

#### Distanciamento
O distanciamento, um exemplo de mudança cognitiva, consiste em adotar uma perspectiva independente, em terceira pessoa, ao avaliar um evento emocional. O distanciamento demonstrou ser uma forma adaptativa de autorreflexão, facilitando o processamento de estímulos de valência negativa, reduzindo a reatividade emocional e cardiovascular a estímulos negativos, e aumentando a capacidade de resolução de problemas.

#### Humor
Humor, um exemplo de mudança cognitiva, demonstrou ser uma estratégia eficaz de regulação emocional. Em particular, o humor positivo e bem-humorado tem sido mostrado para aumentar emoções positivas e reduzir emoções negativas, enquanto o humor negativo e maldoso é menos eficaz nesse sentido.

### Modulação da resposta
A modulação da resposta envolve tentativas de influenciar diretamente os sistemas de resposta experiencial, comportamental e fisiológico.

#### Supressão expressiva
A supressão expressiva, um exemplo de modulação da resposta, consiste em inibir as expressões emocionais. Ela demonstrou reduzir efetivamente a expressividade facial, os sentimentos subjetivos de emoção positiva, a frequência cardíaca e a ativação do sistema nervoso simpático. Contudo, os resultados das pesquisas são divergentes quanto à sua eficácia para reduzir emoções negativas. Pesquisas também demonstraram que a supressão expressiva pode ter consequências sociais negativas, correlacionando com a redução das conexões pessoais e com maiores dificuldades para formar relacionamentos.
A supressão expressiva é geralmente considerada uma estratégia mal adaptativa de regulação emocional. Em comparação com a reavaliação, que é associada a melhores resultados interpessoais e bem-estar, a supressão está positivamente correlacionada com diversos transtornos psicológicos e requer a mobilização de uma quantidade substancial de recursos cognitivos. Contudo, alguns pesquisadores sugerem que, em determinados contextos, a supressão pode ser adaptativa.

#### Uso de drogas
O uso de drogas, um exemplo de modulação da resposta, pode ser empregado para alterar as respostas fisiológicas associadas às emoções. Por exemplo, o álcool pode produzir efeitos sedativos e ansiolíticos e betabloqueadores podem afetar a função simpática.

#### Exercício
Exercício, um exemplo de modulação da resposta, pode ser utilizado para reduzir os efeitos fisiológicos e subjetivos de emoções negativas. A atividade física regular demonstrou reduzir o sofrimento emocional e melhorar o controle emocional. O exercício tem sido comprovado como benéfico para a saúde emocional e regulação por meio da regulação hormonal.

#### Sono
O sono desempenha um papel na regulação emocional, embora o estresse e a preocupação possam interferir com ele. Estudos demonstraram que o sono, especialmente o sono REM, reduz a reatividade da amígdala, estrutura cerebral envolvida no processamento das emoções, em resposta a experiências emocionais anteriores. Por outro lado, a privação de sono está associada a uma maior reatividade emocional ou reação exagerada a estímulos negativos e estressantes, decorrente tanto do aumento da atividade da amígdala quanto da desconexão entre a amígdala e o córtex pré-frontal, que normalmente a inibe, resultando em um cérebro emocional hiperativo. A falta de controle emocional decorrente da privação de sono pode estar associada à depressão, impulsividade e oscilações de humor. Há ainda evidências de que a privação de sono pode reduzir a reatividade emocional a estímulos positivos e prejudicar o reconhecimento de emoções em outros.

#### Transtorno de Personalidade Borderline (TPB)
Em sua forma extrema, problemas na modulação da resposta estão correlacionados com o Transtorno de Personalidade Borderline (TPB). O TPB é caracterizado por uma instabilidade persistente na regulação das emoções, nas relações interpessoais, na autoimagem e no comportamento. Isso pode levar à autossabotagem, comportamentos de risco, impulsividade e agressividade. Pesquisas indicam que a resposta emocional intensificada pode decorrer de uma resposta exagerada da amígdala e de um córtex cingulado anterior prejudicado, responsável por modular as emoções. Isso pode resultar em uma resposta emocional intensa.

## Na psicoterapia
Estratégias de regulação emocional são ensinadas e problemas na regulação emocional são tratados em diversas abordagens de counseling e psicoterapia, incluindo a terapia cognitivo-comportamental (TCC), terapia comportamental dialética (DBT), terapia focada na emoção (EFT) e terapia cognitiva baseada na atenção plena (MBCT).
Por exemplo, um mnemônico utilizado na DBT é "ABC PLEASE":
- Acumular experiências positivas.
- Build (Construir) a maestria, participando de atividades que promovam a sensação de competência para combater o desamparo.
- Cope (Enfrentar) antecipadamente, preparando um plano de ação, pesquisando e ensaiando (com a ajuda de um profissional, se necessário).
- Procurar tratamento e prevenção de doenças físicas por meio de exames.
- Lutar contra a vulnerabilidade a doenças, com o auxílio de profissionais de saúde.
- Experimentar uma alimentação saudável.
- Avoid (Evitar) drogas que alteram o humor sem prescrição.
- Sleep (Dormir) de forma saudável.
- Exercitar-se regularmente.

## Processo de desenvolvimento

### Infância
Os esforços intrínsecos de regulação emocional durante a infância são acreditados ser guiados principalmente por sistemas fisiológicos inatos. Esses sistemas manifestam-se geralmente como aproximação ou evitação de estímulos agradáveis ou desagradáveis. Aos três meses, os bebês podem adotar comportamentos de auto-conforto, como sucção, e responder reflexivamente a sentimentos de angústia, sinalizando-os. Por exemplo, observou-se que os bebês tentam suprimir raiva ou tristeza franzindo a testa ou comprimindo os lábios. Além disso, bebês podem começar a empregar a auto-distração e buscar ajuda para se regular. Aos um ano, os bebês exploram o ambiente de forma mais ativa e respondem aos estímulos emocionais com maior flexibilidade devido à melhora das habilidades motoras. Eles também começam a perceber que seus cuidadores são capazes de oferecer suporte regulatório. Por exemplo, bebês costumam ter dificuldades para regular o medo e, por isso, encontram formas de expressá-lo que atraiam o conforto e a atenção dos cuidadores.
Os esforços extrínsecos de regulação emocional pelos cuidadores, incluindo seleção de situação, modificação e distração, são especialmente importantes na infância. As estratégias empregadas pelos cuidadores para atenuar a angústia ou aumentar o afeto positivo podem influenciar o desenvolvimento emocional e comportamental dos bebês, ensinando-lhes métodos de regulação. O tipo de estilo de apego estabelecido entre cuidador e bebê pode, portanto, influenciar as estratégias regulatórias que a criança aprenderá.
Evidências recentes apoiam a ideia de que o canto materno tem um efeito positivo na regulação do afeto em bebês. Canções de brincadeira podem prolongar o afeto positivo e até aliviar a angústia. Além de promover o vínculo social, quando combinadas com movimento e/ou toque rítmico, essas canções têm possíveis aplicações para bebês em UTIs neonatais e para cuidadores adultos com dificuldades de ajuste.

### Primeira infância (toddler)
Ao final do primeiro ano, os toddlers começam a adotar novas estratégias para reduzir a excitação negativa, como balançar-se, mastigar objetos ou afastar-se de situações que os perturbam. Aos dois anos, os toddlers tornam-se mais capazes de empregar estratégias de regulação emocional ativamente. Eles passam a aplicar táticas para influenciar seus estados emocionais. Além disso, a maturação do funcionamento cerebral, da linguagem e das habilidades motoras permite que gerenciem suas respostas emocionais e níveis de excitação com maior eficácia.
A regulação emocional extrínseca continua importante na primeira infância, pois os toddlers aprendem, por meio dos cuidadores, maneiras de controlar suas emoções e comportamentos. Por exemplo, os cuidadores ensinam métodos de autorregulação distraindo as crianças de eventos desagradáveis (como a aplicação de vacina) ou ajudando-as a compreender situações assustadoras.

### Infância (criança em idade escolar)
Durante a infância, o conhecimento sobre regulação emocional torna-se mais robusto. Crianças de seis a dez anos passam a compreender as regras de exibição, reconhecendo os contextos em que certas expressões emocionais são socialmente apropriadas e, portanto, devem ser reguladas. Por exemplo, podem entender que, ao receber um presente, devem sorrir, independentemente dos seus sentimentos reais em relação a ele. Durante essa fase, há uma tendência à utilização de estratégias cognitivas de regulação, substituindo táticas mais básicas de distração, aproximação e evitação.
Estudos indicam que crianças frequentemente expostas a emoções negativas no ambiente familiar apresentam maior probabilidade de demonstrar níveis elevados de emoção negativa e dificuldade para regulá-la.

### Adolescência
Os adolescentes demonstram um aumento significativo na capacidade de regular suas emoções, e a tomada de decisão sobre regulação emocional torna-se mais complexa, considerando múltiplos fatores. Em especial, os resultados interpessoais passam a ter maior importância, e os adolescentes tendem a levar em conta o contexto social ao regular suas emoções. Por exemplo, costumam exibir mais emoção quando esperam uma resposta simpática dos colegas.
Adicionalmente, o uso espontâneo de estratégias cognitivas de regulação emocional aumenta durante a adolescência, conforme evidenciado por relatos autorreferidos e por marcadores neurais.

### Idade adulta
À medida que as pessoas envelhecem, as perdas sociais aumentam e a saúde tende a declinar. Entretanto, a motivação para buscar significado emocional através dos vínculos sociais também cresce. A reatividade do sistema autônomo diminui com a idade, e a habilidade de regulação emocional tende a aumentar.
A regulação emocional na idade adulta pode ser examinada em termos de afetividade positiva e negativa. Afetividade positiva e negativa referem-se aos tipos de emoções experienciadas e à forma como são expressas. Com a idade adulta, há maior capacidade de manter alta afetividade positiva e baixa afetividade negativa “mais rapidamente do que os adolescentes”. Essa resposta aos desafios da vida tende a se tornar “automatizada” com o avanço da idade adulta. Assim, à medida que os indivíduos envelhecem, sua capacidade de autorregular as emoções e responder a elas de forma saudável melhora.
Além disso, a regulação emocional pode variar entre adultos jovens e idosos. Adultos jovens demonstram maior sucesso na prática da “reavaliação cognitiva” para diminuir emoções internas negativas. Por outro lado, idosos demonstram maior sucesso em:
- Prever o nível de “excitação emocional” em situações possíveis;
- Focar mais em informações positivas do que negativas;
- Manter níveis saudáveis de “bem-estar hedônico” (baseado em maior prazer e menor dor).

## Visão geral das perspectivas

### Perspectiva neuropsicológica

#### Afetividade
Conforme as pessoas envelhecem, sua afetividade — ou seja, a forma como reagem às emoções — muda, tanto de maneira positiva quanto negativa. Estudos indicam que o afeto positivo aumenta à medida que a pessoa passa da adolescência até os setenta e poucos anos, enquanto o afeto negativo diminui nesse período. Outros estudos apontam que, na idade adulta, indivíduos na meia-idade experimentam mais afeto positivo e menos afeto negativo do que os adultos mais jovens, sendo o afeto positivo maior em homens e o negativo maior em mulheres e pessoas solteiras.
Uma hipótese é que pessoas mais velhas tenham menos afeto negativo porque superaram “as provações e vicissitudes da juventude”, experimentando, assim, um equilíbrio emocional mais agradável até os setenta e poucos anos. Embora o afeto positivo possa aumentar na meia-idade, ele tende a declinar nos anos finais da vida, possivelmente em razão do declínio da saúde e da perda de entes queridos.
Além dos níveis basais de afeto positivo e negativo, há diferenças individuais no curso temporal das respostas emocionais a estímulos. A dinâmica temporal da regulação emocional, também chamada de cronometria afetiva, envolve o tempo de subida até o pico da resposta e o tempo de recuperação aos níveis basais. Estudos de cronometria afetiva geralmente distinguem entre afeto positivo e negativo, embora ambos possam variar independentemente. Pesquisas nessa área têm sido realizadas tanto em populações clínicas (com ansiedade, humor e transtornos de personalidade) quanto para testar a eficácia de intervenções terapêuticas, como o treinamento em mindfulness, na redução da desregulação emocional.

#### Neurológico
O desenvolvimento da ressonância magnética permitiu estudar a regulação emocional em nível biológico. Pesquisas recentes sugerem fortemente que existe uma base neural para a regulação emocional. Estudos correlacionam a regulação emocional a padrões específicos de ativação do córtex pré-frontal, envolvendo o córtex orbitofrontal, o córtex pré-frontal ventromedial e o córtex pré-frontal dorsolateral. Outras estruturas, como a amígdala e o córtex cingulado anterior, também contribuem para o processo, e irregularidades em uma ou mais dessas regiões podem estar associadas a falhas na regulação emocional. Esses achados indicam que diferenças individuais na ativação do córtex pré-frontal podem prever a capacidade de regular as emoções.

### Perspectiva sociológica
As pessoas tendem a imitar intuitivamente as expressões faciais, fato fundamental para o funcionamento saudável. Semelhanças entre culturas na comunicação não verbal levaram à hipótese de que essa forma de comunicação seja uma linguagem universal. Pode-se argumentar que a regulação emocional é essencial para gerar respostas apropriadas em situações sociais. Os seres humanos podem controlar suas expressões faciais de forma consciente e inconsciente: um programa emocional intrínseco é ativado em resposta ao ambiente, resultando imediatamente em uma reação emocional e, frequentemente, em uma expressão facial. Estudos recentes sugerem que, além do efeito das emoções na expressão facial, a própria expressão pode influenciar as emoções.
Essa ideia sustenta que uma pessoa pode, não apenas controlar, mas influenciar suas emoções, buscando expressar a emoção adequada na circunstância correta. Algumas teorias sugerem que cada emoção tem um propósito específico na coordenação das necessidades organismicas com as demandas ambientais. Embora essa habilidade seja observada em todas as culturas, sua aplicação bem-sucedida pode variar conforme a faixa etária. Estudos comparando adultos mais jovens e mais velhos diante de estímulos desagradáveis mostraram que os mais velhos regulam suas emoções de maneira a evitar confrontos negativos.

#### Regulação expressiva (em condições solitárias)
Em condições solitárias, a regulação emocional pode incluir um efeito de minimização, onde padrões expressivos comuns são substituídos por versões suavizadas. Diferentemente de situações em que a expressão tem finalidade social, em condições solitárias não há necessidade de expressão externa intensa, mesmo que emoções intensas possam ainda se manifestar. Assim, a intensidade da expressão emocional pode ser menor nesses contextos.

### Estresse
A reação de um indivíduo ao estresse pode se sobrepor à sua capacidade de regular emoções. Embora sejam conceitos distintos, tanto o enfrentamento do estresse quanto a regulação emocional envolvem processos de modulação do afeto e avaliação, essenciais para relações saudáveis e para a identidade pessoal.
De acordo com Yu. V. Shcherbatykh, o estresse emocional em situações como exames escolares pode ser reduzido por meio de atividades de autorregulação realizadas antes da prova. Em um estudo com um grupo experimental de 28 estudantes e um grupo controle de 102, verificou-se que, após a aplicação de técnicas de autorregulação (concentração na respiração, relaxamento geral e visualização de sucesso no exame), os níveis de ansiedade do grupo experimental foram inferiores aos do grupo controle, e a porcentagem de notas insatisfatórias foi 1,7 vezes menor.
Além disso, a regulação emocional tem sido associada a respostas fisiológicas ao estresse em estudos laboratoriais.

### Tomada de decisão
A identificação dos processos de autorregulação emocional pode facilitar a tomada de decisão. A literatura atual aponta que os seres humanos se esforçam para controlar suas experiências emocionais, o que pode implicar que diferentes estratégias de regulação afetem de forma distinta o processo decisório.

### Regulação digital das emoções
Com a ampla adoção, no século XXI, de dispositivos e serviços digitais para o cotidiano, há evidências de que as pessoas utilizam essas ferramentas para gerenciar seus estados emocionais. Recursos digitais para regulação emocional incluem smartphones, redes sociais, serviços de streaming, compras online, e videogames. Essas formas espontâneas de regulação digital podem ser distinguidas do uso de intervenções digitais, como aplicativos para smartphones desenvolvidos especificamente para apoiar ou ensinar habilidades de regulação emocional em populações clínicas e não clínicas. A regulação digital pode ocorrer em todas as etapas do modelo de processo e em todas as famílias de estratégias, inclusive na regulação interpessoal.

## Efeitos da baixa autorregulação
Quando há falha na regulação emocional, ocorrem aumentos em disfunções psicossociais e emocionais, além de eventos traumáticos. Tais eventos traumáticos, frequentemente ocorrendo na escola, estão às vezes associados ao bullying. Crianças que não conseguem autorregular-se podem expressar suas emoções voláteis de diversas formas, como gritar, reagir com socos, arremessar objetos ou intimidar outros, o que tende a gerar reações negativas do ambiente, agravando os problemas de regulação ao longo do tempo – um processo denominado continuidade cumulativa. Tais crianças têm maior probabilidade de desenvolver relações conflituosas com professores e colegas, o que pode resultar em dificuldades de adaptação escolar e, futuramente, até no abandono escolar. Na adolescência, essas dificuldades tendem a se manifestar de forma mais intensa. A percepção de “imaturidade” por parte dos colegas pode levar à exclusão social e ao bullying, fatores que podem ocasionar sintomas de depressão e ansiedade, aumentando a vitimização por pares. Por isso, é recomendado fomentar a autorregulação emocional nas crianças o quanto antes.

## Terapia ocupacional nas escolas
Terapeutas ocupacionais atuam como educadores integrados na maioria das escolas dos Estados Unidos, sendo treinados em saúde mental e análise de atividades para identificar as necessidades dos alunos. Eles trabalham junto com os estudantes para criar hábitos significativos e saudáveis de gerenciamento de estresse, desenvolvimento de habilidades sociais, identificação e rotulação de emoções, estratégias de enfrentamento, conscientização, resolução de problemas, automonitoramento, julgamento e controle emocional, tanto na escola quanto em casa. Os terapeutas ocupacionais podem realizar avaliações formais da regulação emocional e oferecer tratamentos individualizados. Também podem elaborar programas domiciliares para continuidade com as famílias. Por exemplo, podem trabalhar com os alunos utilizando o currículo desenvolvido pelos terapeutas ocupacionais, The Zones of Regulation, que se fundamenta em conhecimentos baseados em evidências, avaliações formais e intervenções em sala de aula para melhorar a autorregulação emocional e promover mudanças duradouras.
O acesso precoce à educação sobre regulação emocional reduz fatores de risco para ansiedade, depressão e comportamentos negativos, permitindo que os alunos desenvolvam hábitos saudáveis para o ambiente escolar e familiar.